# Koshihikari
Koshihikari (コシヒカリ/越光) est une variété de riz populaire au Japon qui est également cultivée en Australie et aux États-Unis.
La variété koshihikari a été créée en 1956, au centre préfectoral de recherches agricoles de la préfecture de Fukui par croisement entre les souches Nourin no 1 et Nourin no 22. Elle est, depuis, devenue très populaire au Japon, entre autres grâce à sa belle apparence. C'est une des variétés de riz les plus cultivées dans le pays, et il est dit que son goût varie selon la région d'où il est issu.
Certaines personnes ont une très haute opinion du koshihikari cultivé à Uonuma dans la préfecture de Niigata, qui est typiquement le riz le plus cher de tout le Japon. Le kanji pour koshi, 越 est utilisé pour représenter l'ancienne province de Koshi qui s'étend entre la préfecture de Fukui à la préfecture de Yamagata actuelles. Koshihikari peut se traduire en « la lumière de Koshi ».
D'autres variétés proches, telles que akitakomachi, hitomebore et hinohikari, ont été créées ensuite en croisant koshihikari avec d'autres variétés japonaises de riz.

## Fragilité
Le koshihikari est très sensible à la pyriculariose (Magnaporthe oryzae) et les tiges ont tendance à plier facilement quand il arrive à maturation.